# 구마노 데루미쓰
구마노 데루미쓰(일본어: 熊野 輝光, 1957년 8월 28일 ~ )는 일본의 전 프로 야구 선수이자 야구 지도자이다.

## 인물

### 선수 시절
가가와 현립 시도 고등학교를 거쳐 주오 대학에 진학, 도토 대학 리그 통산 103경기에 출전해서 390타수 90안타, 타율 2할 3푼 1리, 5홈런, 31타점을 기록했고 재학 중 모든 경기에 출전했다. 1979년의 프로 야구 드래프트 회의에서는 야쿠르트 스왈로스로부터 3순위 지명을 받았지만 입단을 거부해 닛폰 악기 경식 야구부(현재의 야마하 경식 야구부)에 입단했다. 이후 1984년 로스앤젤레스 올림픽 야구 일본 국가 대표팀 선수로 발탁되어 쇼다 고조, 아라이 유키오, 히로사와 가쓰미 등과 함께 팀의 금메달 획득에 기여했다. 같은 해에 열린 프로 야구 드래프트 회의에서는 한큐 브레이브스로부터 3순위로 지명돼 당시 나이가 27세의 고령이었지만 입단했다. 입단 1년차인 1985년부터 주전 선수로 뛰었고 118경기에 출전하는 등 홈런 14개를 기록하면서 퍼시픽 리그 신인왕을 석권했다.
1989년에 구단 이름을 오릭스 브레이브스로 바뀌면서 젊은 선수들의 활약으로 인해 출전 기회가 갈수록 줄어드는 등 1992년에는 스구로 히로노리와의 트레이드로 요미우리 자이언츠에 이적했다. 당초에는 1번 타자를 맡길 수 있었지만 주로 대수비와 대타로서의 출전이 많아지면서 뚜렷한 성적을 남기지 못하고 1993년 시즌 종료 후 방출 통보를 받았다. 이듬해 1994년에는 입단 테스트를 받아 다시 오릭스에 복귀하면서 단 한번도 1군에 출전할 수 없었지만 2군에서는 코치 역할을 맡아 신인 선수를 적극적으로 지도하는 등 같은 해 마지막으로 현역 생활을 은퇴했다.

### 그 후
이듬해 1995년에는 친정 팀인 오릭스 블루웨이브의 타격 코치로 부임해 팀의 우승을 이끌었고 1997년부터는 같은 팀의 스카우트로서 팀의 편성을 담당하는 업무에 종사했다. 2005년에 오사카 긴테쓰 버펄로스와 오릭스가 합병되면서 오릭스 버펄로스라는 구단 이름으로 변경됨에 따라 스카우트 그룹 부부장을 역임했고 2009년에는 편성부장 보좌관 겸 국내 그룹 부부장(스카우트 그룹부장)으로 부임해 2010년까지 맡았다. 2012년부터 요미우리 자이언츠의 오사카 주재 스카우트로 부임했다.

## 상세 정보

### 출신 학교
- 가가와 현립 시도 고등학교
- 주오 대학

### 선수 경력
사회인 시대
- 닛폰 악기

프로팀 경력
- 한큐 브레이브스·오릭스 브레이브스·오릭스 블루웨이브(1985년 ~ 1991년)
- 요미우리 자이언츠(1992년 ~ 1993년)
- 오릭스 블루웨이브(1994년)

국가 대표 경력
- 로스앤젤레스 올림픽 일본 국가대표팀(1984년)

### 지도자 경력
- 오릭스 블루웨이브 타격 코치(1995년 ~ 1996년)

### 수상·타이틀 경력

#### 수상
- 신인왕(1985년)
- 베스트 나인 : 1회(1985년)

#### 국제 대회
- 로스앤젤레스 올림픽 금메달(1984년)

### 개인 기록
- 첫 출장 : 1985년 4월 6일, 대 난카이 호크스 전(한큐 니시노미야 스타디움)

### 연도별 타격 성적
| 연 도      | 소 속        | 경 기 | 타 석 | 타 수 | 득 점 | 안 타 | 2 루 타 | 3 루 타 | 홈 런 | 루 타 | 타 점 | 도 루 | 도 루 자 | 희 생 번 | 희 생 플 | 볼 넷 | 고 4 | 사 구 | 삼 진 | 병 살 타 | 타 율 | 출 루 율 | 장 타 율 | O P S |
| ---------- | ------------ | ----- | ----- | ----- | ----- | ----- | ------- | ------- | ----- | ----- | ----- | ----- | -------- | -------- | -------- | ----- | ---- | ----- | ----- | -------- | ----- | -------- | -------- | ----- |
| 1985년     | 한큐· 오릭스 | 118   | 440   | 386   | 74    | 114   | 21      | 4       | 14    | 185   | 60    | 13    | 3        | 5        | 2        | 44    | 0    | 2     | 46    | 6        | .295  | .369     | .479     | .848  |
| 1986년     | 한큐· 오릭스 | 116   | 322   | 278   | 30    | 66    | 7       | 0       | 11    | 106   | 33    | 7     | 2        | 2        | 3        | 38    | 3    | 1     | 53    | 6        | .237  | .328     | .381     | .709  |
| 1987년     | 한큐· 오릭스 | 111   | 383   | 327   | 51    | 95    | 16      | 0       | 11    | 144   | 40    | 10    | 2        | 7        | 1        | 46    | 0    | 2     | 42    | 5        | .291  | .380     | .440     | .821  |
| 1988년     | 한큐· 오릭스 | 95    | 231   | 194   | 22    | 42    | 3       | 0       | 6     | 63    | 19    | 5     | 1        | 3        | 2        | 30    | 3    | 2     | 35    | 4        | .216  | .325     | .325     | .649  |
| 1989년     | 한큐· 오릭스 | 71    | 147   | 123   | 15    | 29    | 1       | 0       | 2     | 36    | 9     | 4     | 0        | 4        | 0        | 20    | 1    | 0     | 21    | 2        | .236  | .343     | .293     | .635  |
| 1990년     | 한큐· 오릭스 | 102   | 275   | 240   | 34    | 59    | 12      | 1       | 6     | 91    | 27    | 12    | 1        | 13       | 2        | 20    | 0    | 0     | 43    | 4        | .246  | .302     | .379     | .681  |
| 1991년     | 한큐· 오릭스 | 45    | 91    | 82    | 6     | 17    | 3       | 0       | 0     | 20    | 1     | 2     | 2        | 0        | 0        | 9     | 0    | 0     | 20    | 1        | .207  | .286     | .244     | .530  |
| 1992년     | 요미우리     | 74    | 90    | 74    | 8     | 12    | 4       | 2       | 0     | 20    | 6     | 1     | 0        | 1        | 2        | 12    | 0    | 1     | 17    | 1        | .162  | .281     | .270     | .551  |
| 1993년     | 요미우리     | 8     | 5     | 5     | 0     | 0     | 0       | 0       | 0     | 0     | 0     | 0     | 0        | 0        | 0        | 0     | 0    | 0     | 0     | 1        | .000  | .000     | .000     | .000  |
| 통산 : 9년 | 통산 : 9년   | 740   | 1984  | 1709  | 240   | 434   | 67      | 7       | 50    | 665   | 195   | 54    | 11       | 35       | 12       | 219   | 7    | 8     | 277   | 30       | .254  | .339     | .389     | .728  |

- 한큐(한큐 브레이브스)는 1989년에 오릭스 브레이브스, 1991년에 오릭스 블루웨이브로 구단명을 변경.
- 1994년은 1군 출장 없음.

## 등번호
- 6(1985년 ~ 1991년)
- 2(1992년 ~ 1993년)
- 5(1994년)
- 75(1995년 ~ 1996년)